# Guerras fernandinas

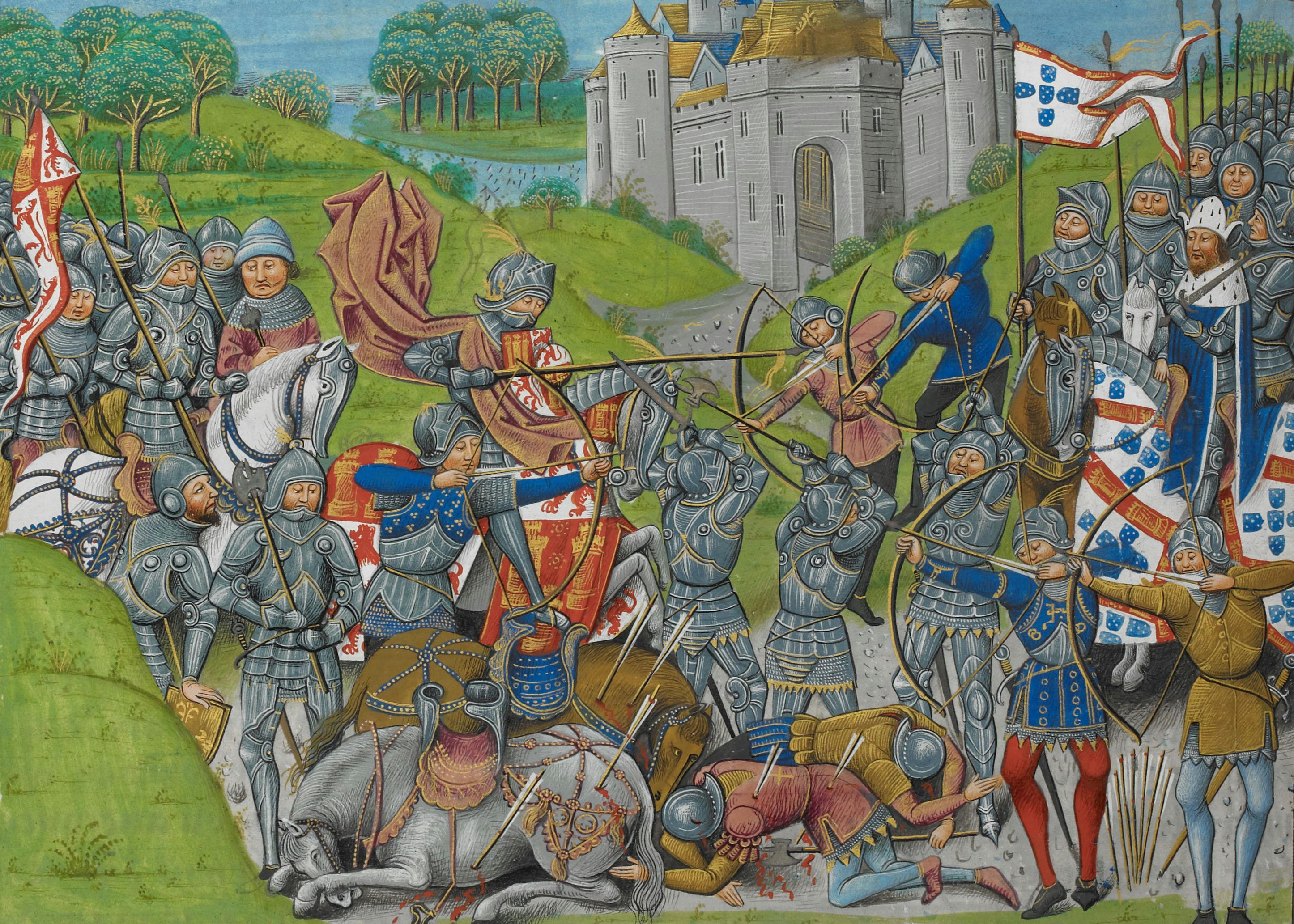
Episódio das guerras fernandinas: o exército luso-inglês (do lado direito) derrota uma vanguarda francesa às ordens do Rei de Castela.

As chamadas guerras fernandinas caracterizaram-se pela disputa do trono de Castela entre Fernando I de Portugal e Henrique II de Castela (e depois, com o filho deste, João I de Castela). Estas foram despoletadas na sequência do assassínio de Pedro I de Castela, primo direito de Fernando, por Henrique seu meio-irmão.
Podem ser divididas em três fases: entre 1369-1370, 1372-1373 e 1381-1382. Cada um desses três períodos de guerra terminou com um tratado de paz: o Tratado de Alcoutim (1371), o Tratado de Santarém (1373) e o Tratado de Elvas (Agosto de 1382).

## Antecedentes
Durante os reinados de Afonso IV e de Pedro I, que são o avô e o pai do rei português, houve em Castela guerra civil, opondo o rei castelhano, Pedro I de Castela contra o meio-irmão Henrique de Trastâmara.

O rei de Castela é primo do rei Fernando I, por ser neto de Afonso IV, sendo a mãe do rei castelhano filha de Afonso IV.

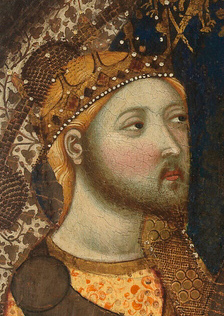
O rei de Castela, Henrique II

A guerra termina com a morte do rei Pedro I, assassinado por Henrique de Trastâmara, que assume o trono de Castela como Henrique II. Os partidários do rei assassinado refugiam-se em Portugal e convencem o rei português, como bisneto de D. Sancho IV de Castela, através da sua avó paterna, Beatriz de Castela, a reclamar o trono do país vizinho. Fernando e Henrique são ambos bisnetos de Sancho IV, mas Henrique é por via ilegítima e o rei de Portugal por via legítima.

## Primeira guerra (1369-1370)

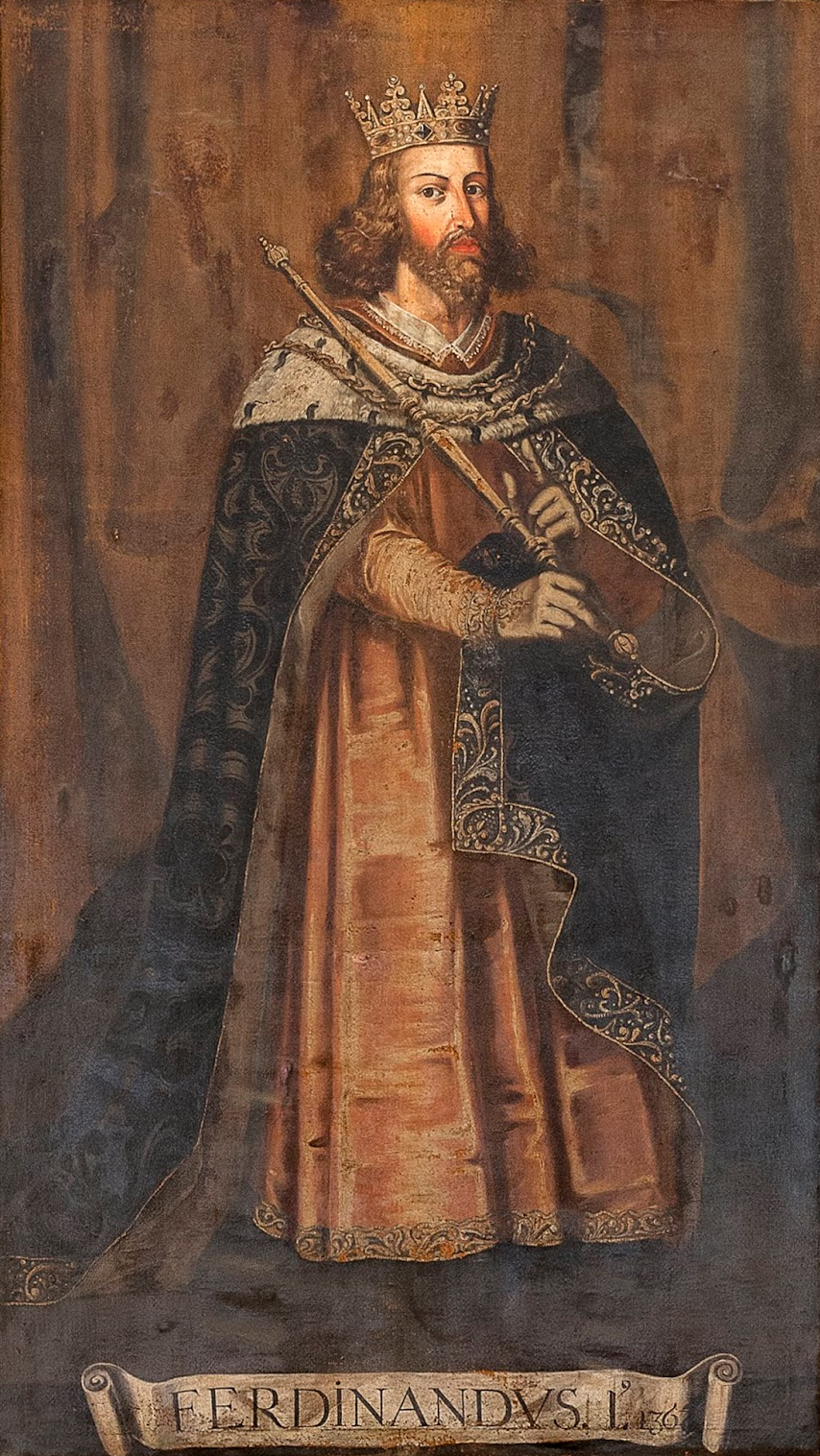
O rei Fernando.

A primeira campanha contra Castela decorre entre julho de 1369 e janeiro de 1371.
Dois anos após o começo do reinado de D. Fernando I, em 1369, morreu assassinado o rei de Castela D. Pedro I, no contexto da Guerra dos Dois Pedros, sem deixar herdeiro varão. Henrique de Trastâmara, irmão bastardo do rei falecido, assumiu a coroa e foi proclamado rei, após ter assassinado seu irmão e antecessor.
Apoiado por fidalgos de poderosas famílias como os Teles de Meneses, Castro e Vilhena e com o apoio garantido da Galiza e da Andaluzia, o rei português começa a guerra.
Entretanto, fruto de diligências da irmã de D. Fernando, Maria de Portugal, Princesa de Aragão, Portugal teve como aliado Pedro IV de Aragão. É prometido o casamento do rei português com a filha de Pedro IV, Leonor.
Inicialmente D. Fernando invade a Galiza. Em maio do ano seguinte, ataca Cádis pelo mar e bloqueia Sevilha. No Outono de 1370, Henrique II expulsa os portugueses da Andaluzia. A norte, o castelhano contra-ataca na Galiza e penetra por Braga, Guimarães, Bragança e Cedovim, saindo pelo nordeste transmontano.
Em janeiro de 1371 é pedida a paz por Portugal. Foi feito acordo assinado em março com intervenção do Papa Gregório XI e do rei de França. As condições do Tratado de 1371 incluíram o alargamento da fronteira de Portugal para norte e para leste e o matrimónio entre Fernando I e Leonor de Castela, filha de Henrique II.
Porém, em pouco mais de um ano, antes da celebração matrimonial consumar-se, D. Fernando I apaixonou-se por Leonor Teles de Menezes, sobrinha do conde de Barcelos e de Ourém, esposa de João Lourenço da Cunha. Tendo sido conseguida a anulação do primeiro matrimónio de Leonor, não duvidou em a tornar rainha. Tal facto resultou no levantamento de uma insurreição interna, sem que fossem prejudicadas as relações com Henrique II, quem, por sua vez, rapidamente prometeu a sua filha ao rei Carlos III de Navarra.

## Segunda guerra (1372-1373)

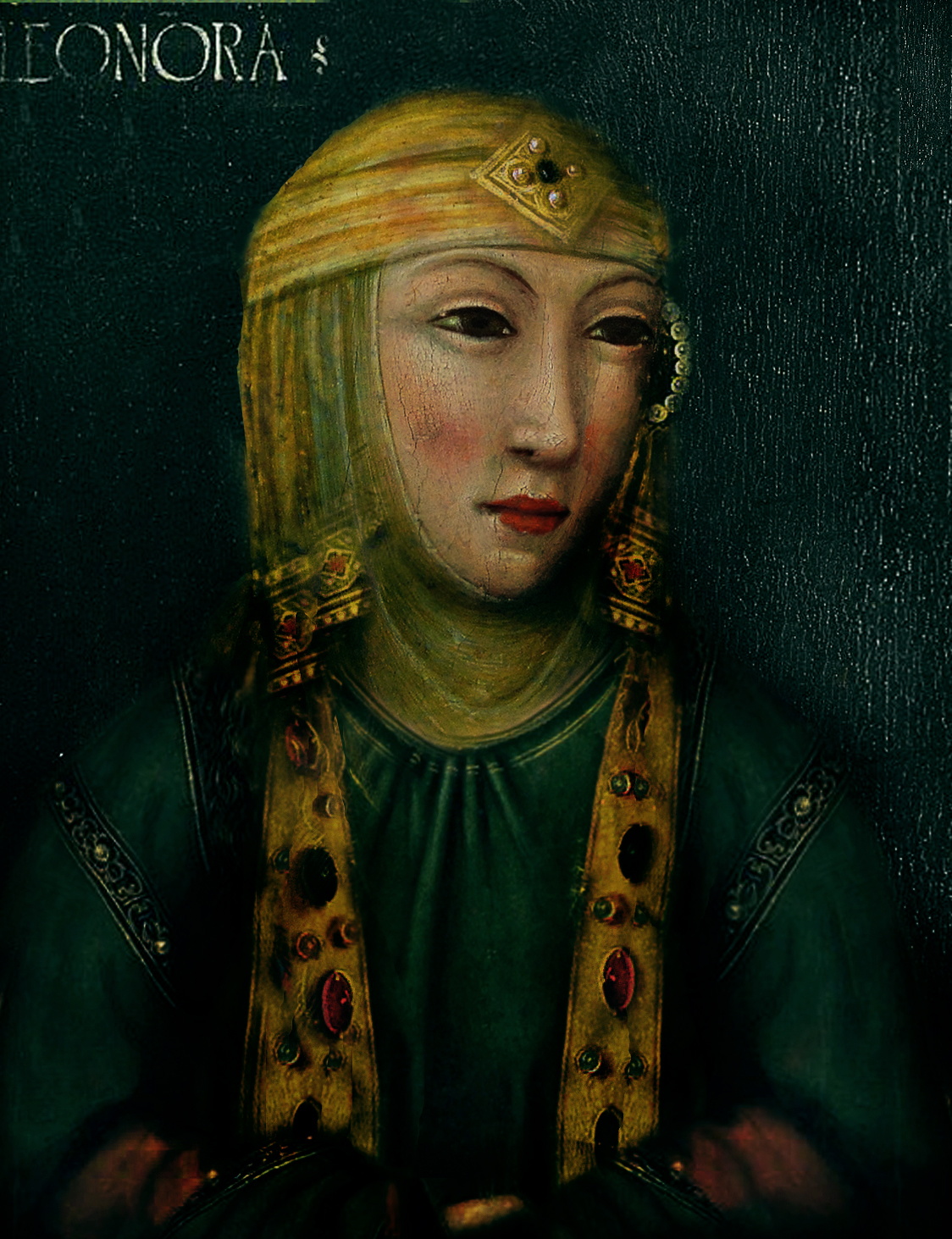
Leonor Teles.

O casamento oficial com Leonor Teles deu-se em 1372. Não respeitando o tratado de Alcoutim, ao não casar com a filha de Henrique II, foi necessário redigir novo entendimento, concretizado no Acordo de Tui, que retornava ao estado original as fronteiras entre os dois reinos.

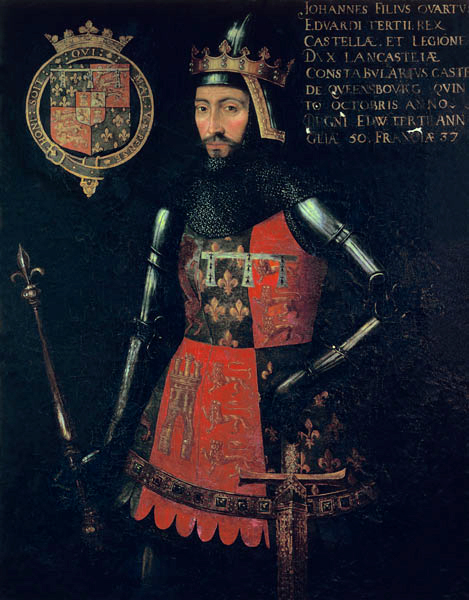
O duque de Lencastre, João de Gante.

A paz acordada seria rapidamente colocada em perigo devido às intrigas de João de Gante, duque de Lencastre, que convenceu D. Fernando I a participar de um acordo secreto em que ambos alinhavam na expulsão de Henrique II do trono de Castela. Esse foi o Tratado de Tagilde, redigido em julho de 1372. O duque de Lencastre estava casado desde 1371 com a filha mais velha do defunto rei D. Pedro I, Constança. Nesse cenário, Portugal envolvia-se no longo conflito entre a Inglaterra e a França, na chamada guerra dos cem anos. No ano de 1373, em junho, o tratado foi ratificado com Eduardo III.
Henrique II, que procurava ainda a paz, envia um bispo a Salvaterra de Magos para dialogar com D. Fernando mas foi inútil. Vem a segunda guerra.
Durante esta, os castelhanos tomam a dianteira, e, no Verão seguinte, o rei castelhano entra pela fronteira da Beira numa campanha que chegará até Cascais. Atravessaram a fronteira em dezembro e ao chegar a Lisboa, em fevereiro, o exército português preferiu fugir. Grande parte da cidade estava fora de muralhas; os castelhanos queimaram, saquearam e destruíram o que podiam. A corte nessa altura estava em Santarém. 
A paz entre Castela e Portugal foi pedida pelo rei Fernando I e o tratado de paz foi assinado em 24 de março de 1373.
Depois de assinado o acordo, pelo Tratado de Santarém, o rei tratou de organizar o reino e mandou construir novas muralhas em Lisboa e Porto e outras localidades, que deram origem às chamadas muralhas fernandinas.

## Terceira guerra (1381-1382)

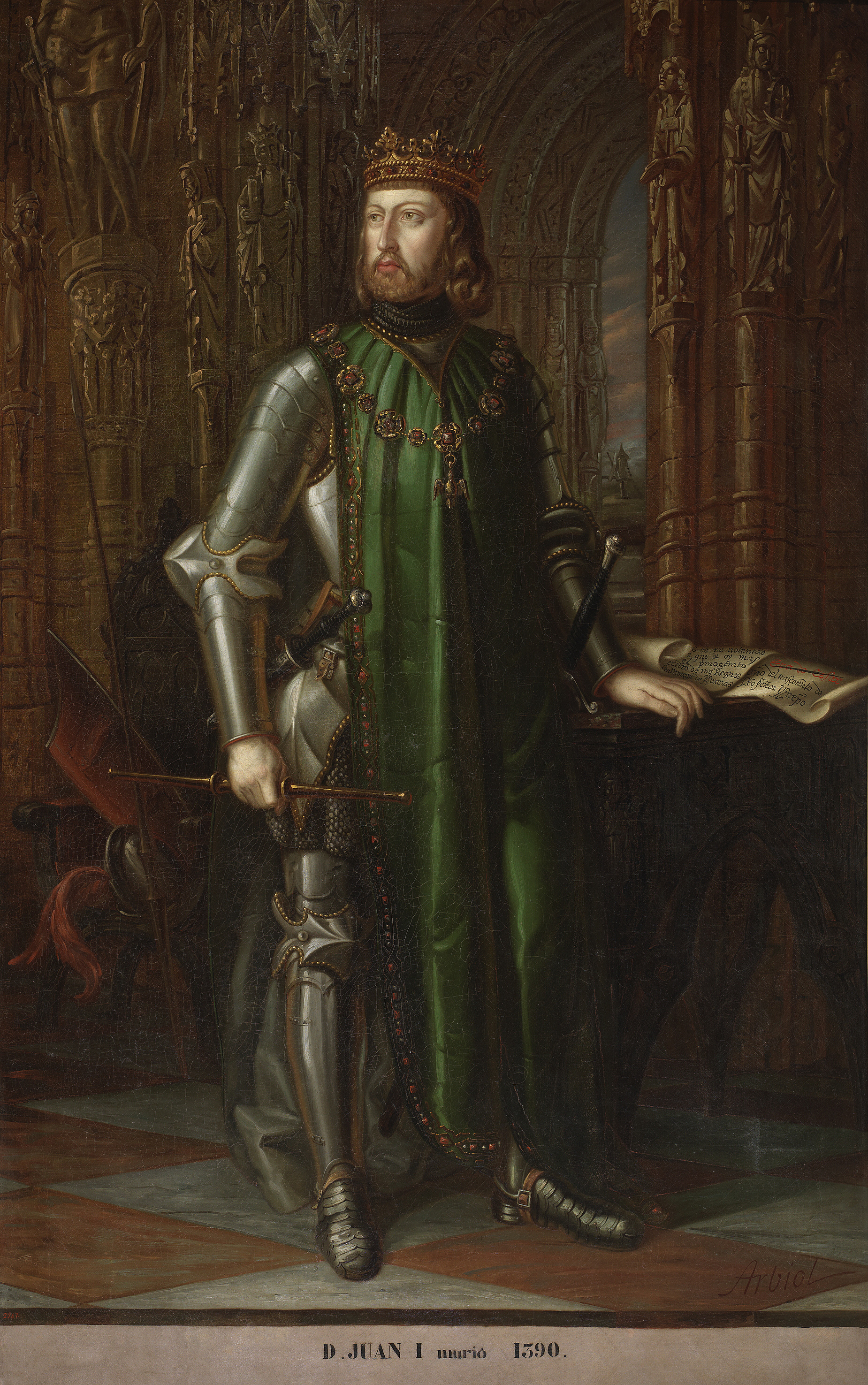
João I de Castela.

Com a morte de Henrique II, em 1379, o duque de Lancaster reclama novamente os seus direitos e, outra vez, encontra em D. Fernando I um aliado. Porém, segundo alguns historiadores, o inglês mostrou-se tão ofensivo com Fernando como com os seus inimigos. Novo acordo foi assinado em 1380 pelo Tratado de Estremoz. O novo rei de Castela, filho de Henrique II, assume com o título de João I de Castela.
Nessa altura ocorreu o grande cisma do Ocidente. Portugal, antes de começar a guerra seguiu o país vizinho, apoiando Clemente VII. Com a guerra, volta-se para Urbano VI.
Em 1380, o rei português coloca o conde de Andeiro em missão secreta para reaﬁrmar o velho tratado luso-britânico e garantir o futuro envio de tropas inglesas para a Península Ibérica. D. Juan I, o novo rei de Castela, sabe do sucesso das diligências de Andeiro e antecipa-se.
 

Enquanto Portugal preparava-se para a guerra, Castela invadiu a fronteira, em maio. Meses depois, apenas em julho, veio o conde de Cambrigde com tropas inglesas para as operações militares. A aliança inglesa não trouxe vantagens, pois os aliados trataram Portugal como país conquistado, demorando-se longamente em Lisboa, pois gostaram muito da cidade e só em dezembro de 1381 resolveram participar na guerra. Durante essa guerra deu-se a batalha da ilha de Saltes, que enfraqueceu imenso a armada portuguesa.

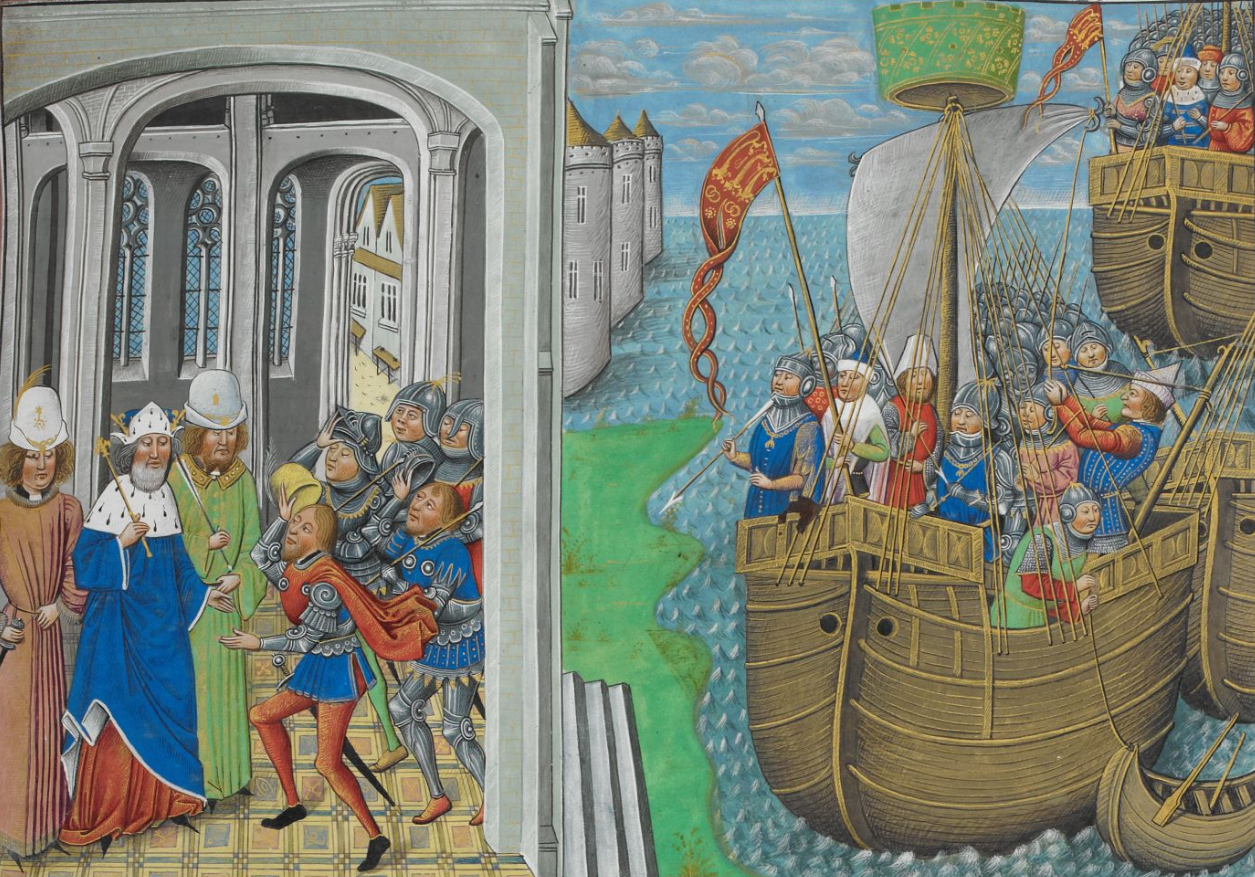
Chegada de navios ingleses a Lisboa. O conde de Cambridge apresenta-se ao rei Fernando.

Finda essa guerra, com o Tratado de Elvas, nova mudança de papa, para Clemente VII. Os ingleses partiram, não deixando saudades.
Com o Tratado de Salvaterra de Magos, em 1383, ficou estipulado que Beatriz, a herdeira de Fernando I, casaria com o filho mais novo do rei João I de Castela. O noivo era Fernando, ainda mais novo do que a noiva prometida. Contudo, após o rei João I ter ficado viúvo, foi ele mesmo a casar com a noiva prometida ao filho. Essa união traduzia-se, de facto, na anexação de Portugal pela coroa de Castela não sendo, portanto, bem recebida por muitos portugueses. Nessa altura o rei já se encontrava doente, com a tuberculose que o levaria à morte.

## Legado

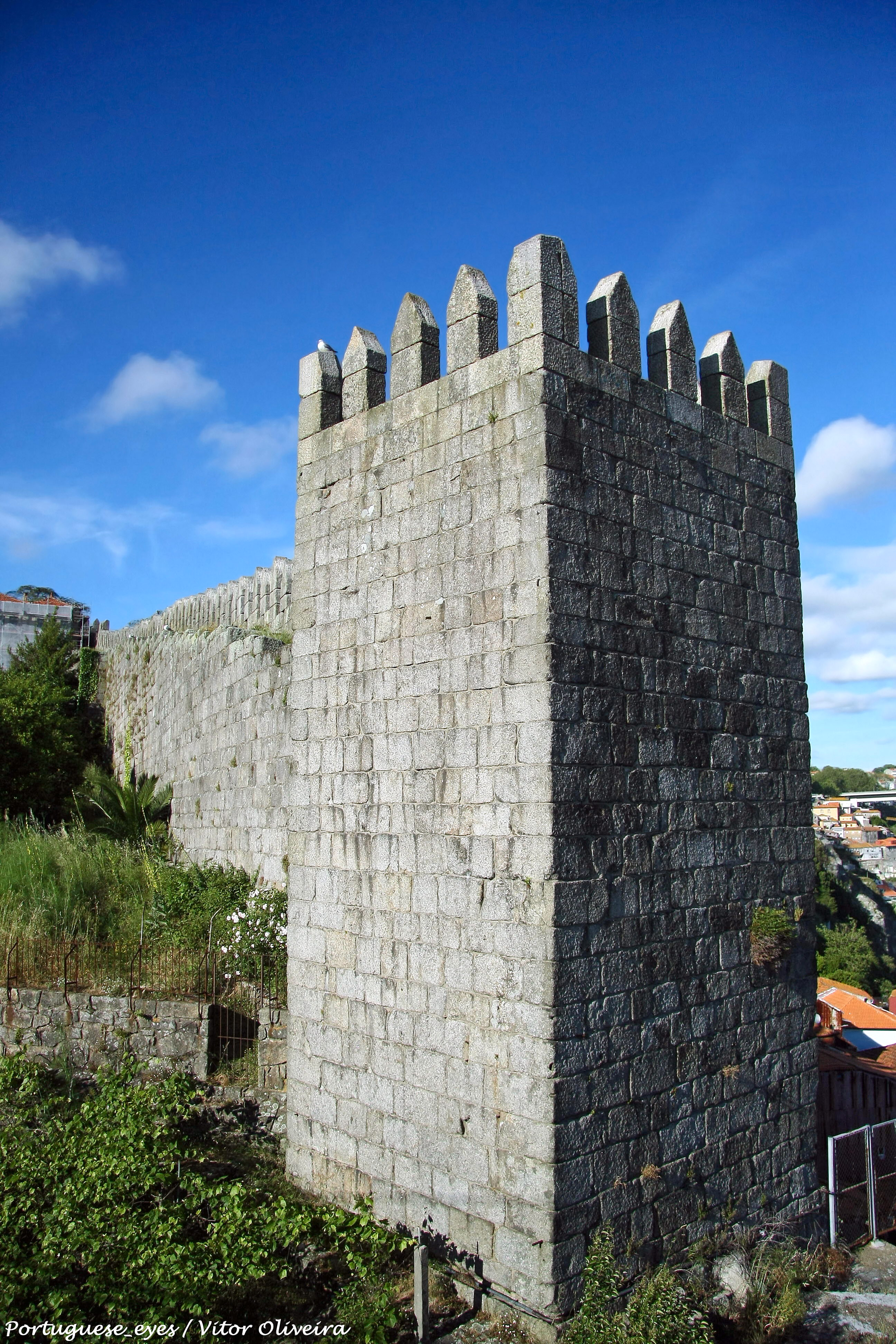
Parte da muralha fernandina do Porto.

As guerras não trouxeram vantagens para o país. A frota portuguesa foi destruída em batalha naval. Durante o período de paz, entre a segunda e a terceira guerra, foram criadas novas muralhas em Lisboa, Porto e Évora. São as muralhas fernandinas.
As alianças com Castela eram feitas e desfeitas, o mesmo com o papado. A nobreza através da rainha obteve muitas regalias.
A única verdadeira batalha deu-se no mar, durante a terceira guerra, destruindo boa parte da armada portuguesa.
Como não houve filho varão do rei e a filha Beatriz estava casada com o rei de Castela, o país enfrentava uma crise dinástica. Após o rei Fernando I morrer, o rei castelhano proclamou-se rei de Portugal. A rainha regente mandou proclamar a filha rainha de Portugal. Em Lisboa, João, mestre de Avis, meio-irmão do falecido rei, com um grupo de amigos, mata João Fernandes Andeiro, nobre galego, conde de Ourém, muito influente no governo. Desencadeia-se uma revolta popular e o mestre de Avis torna-se regente. A rainha foge para Alenquer, terminando a sua regência.
A nova situação política deu origem à crise de 1383-85.